# TTC Zugbrücke Grenzau
Le  TTC Zugbrücke Grenzau est un club allemand de tennis de table créé par Manfred Gstettner en 1952.

## Palmarès
- Vainqueur de la Coupe des Clubs Champions en 1987, 1988 et 2000
- Vainqueur de la Coupe d'Europe Nancy-Evans en 1998
- Finaliste de la Ligue des champions en 2003 et 2004
- Champion d'Allemagne en 1987, 1991, 1994, 1999, 2001 et 2002
- Vainqueur de la Coupe d'Allemagne en 1987, 1992, 2001 et 2006